# Чемпіонат світу з літнього біатлону 2017
22-й чемпіонат світу з літнього біатлону проходив в російському місті Чайковський (Пермський край) у спортивному комплексі «Снєжинка» з 23 по 27 серпня 2017 року.
Серед дорослих спортсменів та юніорів було розіграно 10 комплектів медалей з таких біатлонних дисциплін: спринт, гонка переслідування, змішана естафета.
Російську біатлоністку Світлану Слєпцову, яка завоювала дві золоті медалі: в спринті та в гонці переслідування, а також золоту медаль у змішаній естафеті у складі команди, було дискваліфіковано за вживання допінгу, а результати, в тому числі командні, анульовано. Результати змагань і загальний медальний залік подано відповідно до рішення про дискваліфікацію.

## Учасники
В чемпіонаті взяли участь 19 команд: 36 юніорів, 30 юніорок, 36 чоловіків та 25 жінок. На змаганнях були представлені спортсмени таких країн і території:
- Бельгія
- Білорусь
- Болгарія
- Вірменія
- Гренландія
- Данія
- Італія
- Казахстан
- Латвія
- Литва
- Молдова
- Монголія
- Південна Корея
- Росія
- Румунія
- Словаччина
- Туреччина
- Україна
- Узбекистан

## Розклад
Розклад чемпіонату (час місцевий, UTC+5):
| Дата      | Час   | Гонка                                   |
| --------- | ----- | --------------------------------------- |
| 23 серпня | 19:00 | Церемонія відкриття                     |
| 25 серпня | 11:00 | Змішана естафета (юніори)               |
| 25 серпня | 14:00 | Змішана естафета                        |
| 26 серпня | 10:30 | Спринт, юніорки, 7,5 км                 |
| 26 серпня | 13:00 | Спринт, чоловіки, 10 км                 |
| 26 серпня | 15:30 | Спринт, жінки, 7,5 км                   |
| 26 серпня | 18:00 | Спринт, юніори, 10 км                   |
| 27 серпня | 10:30 | Гонка переслідування, юніорки, 10 км    |
| 27 серпня | 13:00 | Гонка переслідування, чоловіки, 12,5 км |
| 27 серпня | 15:00 | Гонка переслідування, жінки, 10 км      |
| 27 серпня | 17:00 | Гонка переслідування, юніори, 12,5 км   |

## Результати гонок чемпіонату

### Юніори

#### Юнаки
| Гонка:                                        | Золото:                 | Час               | Срібло:                 | Час             | Бронза:                | Час               |
| Спринт, юніори, 10 км Протокол                | Ігор Маліновський Росія | 24:37.8 (1+0)     | Василій Томшин Росія    | +19.8 (0+1)     | Нікіта Поршнєв Росія   | +28.3 (2+1)       |
| Гонка переслідування, юніори 12,5 км Протокол | Тарас Лесюк Україна     | 33:18.7 (0+0+1+2) | Ігор Маліновський Росія | +17.9 (2+2+0+1) | Степан Парфьонов Росія | +1:56.3 (2+1+3+0) |

#### Дівчата
| Гонка:                                       | Золото:                | Час               | Срібло:                    | Час             | Бронза:                 | Час               |
| Спринт, юніорки 7,5 км Протокол              | Крістіна Рєзцова Росія | 20:48.7 (0+1)     | Дінара Алімбєкова Білорусь | +0:32.7 (0+0)   | Валерія Васнєцова Росія | +1:02.1 (2+1)     |
| Гонка переслідування, юніорки 10 км Протокол | Наталя Ушкіна Росія    | 31:31.7 (0+1+0+0) | Крістіна Рєзцова Росія     | +58.6 (0+3+2+2) | Валерія Васнєцова Росія | +1:16.8 (1+1+1+3) |

#### Змішана естафета
| Гонка:                                          | Золото:                                                                   | Час                                                       | Срібло:                                                           | Час                                                   | Бронза:                                                                     | Час                                                     |
| Змішана естафета 2 x 6 км + 2 x 7,5 км Протокол | Росія Крістіна Рєзцова Валерія Васнєцова Нікіта Поршнєв Ігор Маліновський | 1:15:37.0 (2+3) (0+1) (0+0) (1+3) (0+2) (0+2) (0+3) (0+5) | Україна Христина Дмитренко Анна Кривонос Віталій Труш Тарас Лесюк | +57,9 (0+1) (0+1) (0+0) (0+0) (0+0) (0+2) (0+1) (0+1) | Білорусь Анастасія Ануфрієва Дінара Алімбєкова Ігор Карпюк Антон Смольський | +2:51.8 (0+0) (1+3) (0+3) (0+1) (0+1) (0+0) (1+3) (0+2) |

### Дорослі

#### Чоловіки
| Гонка:                                           | Золото:                    | Час               | Срібло:              | Час             | Бронза:                  | Час               |
| Спринт, чоловіки, 10 км Протокол                 | Володимир Чепелін Білорусь | 24:12.3 (1+0)     | Олексій Волков Росія | +3.4 (0+0)      | Томаш Гасілла Словаччина | +9.0 (0+1)        |
| Гонка переслідування, чоловіки, 12,5 км Протокол | Олексій Волков Росія       | 31:29.0 (0+1+0+0) | Антон Шипулін Росія  | +43.7 (1+1+1+1) | Красімір Анев Болгарія   | +1:18.1 (0+0+0+2) |

#### Жінки
| Гонка:                                      | Золото:                     | Час               | Срібло:                     | Час             | Бронза:               | Час             |
| Спринт, жінки, 7,5 км Протокол              | Пауліна Фіалкова Словаччина | 21:03.4 (1+1)     | Ольга Дмитрієва Росія       | +1.6 (1+0)      | Ульяна Кайшева Росія  | +20.0 (1+1)     |
| Гонка переслідування, жінки, 10 км Протокол | Надія Бєлкіна Україна       | 31:37.6 (2+0+0+0) | Пауліна Фіалкова Словаччина | +16.3 (1+2+2+0) | Ольга Дмітрієва Росія | +18.4 (1+1+2+2) |

#### Змішана естафета
| Гонка:                                          | Золото:                                                               | Час                                                       | Срібло:                                                      | Час                                                   | Бронза:                                                                      | Час                                                     |
| Змішана естафета 2 x 6 км + 2 x 7,5 км Протокол | ́ Словаччина Пауліна Фіалкова Івона Фіалкова Томаш Гасілла Матей Казар | 1:12:46.8 (0+2) (0+2) (0+3) (0+1) (0+3) (0+2) (0+2) (0+1) | Україна Юлія Журавок Марія Панфілова Антон Мігда Максим Івко | +54.4 (0+0) (0+0) (0+1) (0+1) (0+1) (0+0) (0+0) (0+3) | Білорусь Дарія Юркевич Крістіна Ільченко Володимир Чепелін Сергій Бочарников | +1:47.1 (0+0) (0+1) (0+3) (1+3) (1+3) (0+0) (0+1) (0+2) |

## Медальний залік
| Місце | Країна     |   |   |   | Всього |
| ----- | ---------- | - | - | - | ------ |
| 1     | Росія      | 5 | 6 | 6 | 17     |
| 2     | Україна    | 2 | 2 | 0 | 4      |
| 3     | Словаччина | 2 | 1 | 1 | 4      |
| 4     | Білорусь   | 1 | 1 | 2 | 4      |
| 5     | Болгарія   | 0 | 0 | 1 | 1      |

| Місце | Країна     |   |   |   | Всього |
| ----- | ---------- | - | - | - | ------ |
| 1     | Словаччина | 2 | 1 | 1 | 4      |
| 2     | Росія      | 1 | 3 | 2 | 6      |
| 3     | Україна    | 1 | 1 | 0 | 2      |
| 4     | Білорусь   | 1 | 0 | 1 | 2      |
| 5     | Болгарія   | 0 | 0 | 1 | 1      |

| Місце | Країна   |   |   |   | Всього |
| ----- | -------- | - | - | - | ------ |
| 1     | Росія    | 4 | 3 | 4 | 11     |
| 2     | Україна  | 1 | 1 | 0 | 2      |
| 3     | Білорусь | 0 | 1 | 1 | 2      |